# 昭公 (魯)
昭公（しょうこう）は、魯の第25代君主。名は稠。襄公の子。

## 略歴
襄公31年（紀元前542年）、異母兄の姫野が薨去すると、即位した。昭公25年（紀元前517年）、昭公は季孫意如（季平子）を討って大敗した。昭公は斉に逃れ、後に晋に移ったが、魯に帰ることはなかった。昭公32年（紀元前510年）12月、昭公は晋の乾侯の地で薨去した。